# Onthophagus osculatii
Onthophagus osculatii là một loài bọ cánh cứng trong họ Bọ hung (Scarabaeidae).